# Gare de Xertigny
Gare de Xertigny vasútállomás Franciaországban, Xertigny településen.

## Vasútvonalak
Az állomást az alábbi vasútvonalak érintik:
- Blainville-Damelevières–Lure-vasútvonal

## Kapcsolódó állomások
A vasútállomáshoz az alábbi állomások vannak a legközelebb:
- Gare d’Épinal
- Gare de Bains-les-Bains